# رینر بوک
راینر بوک (به آلمانی: Rainer Bock) (زاده ۳۱ ژوئیه ۱۹۵۴)، بازیگر آلمانی است.
از فیلم‌های معروف او می‌توان به بازی در فیلم حرامزاده‌های لعنتی، اشتیاق و اسب جنگی اشاره کرد.